# Casquete nórdico
El casquete nórdico (Nordkalotten en sueco y noruego y Pohjoiskalotti en finés) es una región geográfica que corresponde a la parte de Fenoscandia, al norte del círculo polar ártico. Incluye por lo tanto la totalidad de las regiones de Troms y Finnmark en Noruega y parte de Nordland (en Noruega), Norrbotten (en Suecia), Laponia finlandesa (en Finlandia) y la República de Carelia y el óblast de Múrmansk (ambos en Rusia).
- Datos: Q1858122